# Audace (destroyer, 1913)
Pour les articles homonymes, voir Audace.
Le Audace était un destroyer italien, navire de tête de la classe Audace , lancé en 1913 pour la Marine royale italienne (en italien : Regia Marina).

## Conception et description
La classe Audace étaient dérivés de la classe Indomito mais n'ont pas atteint d'excellentes performances : la décision de ne pas reproduire la classe en plus de deux unités découlait également des modestes caractéristiques démontrées,.
Ces navires avaient une longueur totale de 76,1 mètres longueur hors-tout, une largeur de 7,5 mètres et un tirant d'eau de 2,6 mètres. Ils déplaçaient 780 tonnes à charge normale, et 820 tonnes à pleine charge. Leur effectif était de 70 officiers, sous-officiers et matelots.
Les Audace étaient propulsés par deux turbines à vapeur Zoelly, chacune entraînant un arbre d'hélice et utilisant la vapeur fournie par quatre chaudières White-Fosters. La puissance nominale des turbines était de 16 000 chevaux-vapeur (11 800 kW) pour une vitesse de 30 nœuds (55 km/h) en service. Ils avaient une autonomie de 1 450 milles nautiques (2 690 km) à une vitesse de 10 nœuds (18 km/h).
Leur batterie principale était composée d'un canon de 120/40 mm. La défense antiaérienne (AA) des navires de la classe Audace était assurée par 4 canons simples Ansaldo Modèle 1916 de 76/40 mm. Ils étaient équipés de 2 tubes lance-torpilles de 450 millimètres.

## Construction et mise en service
Le Audace est construit par le chantier naval Cantiere navale fratelli Orlando à Livourne en Italie, et mis sur cale en avril 1912. Il est lancé le 4 mai 1913 et est achevé et mis en service en mars 1914. Il est commissionné le même jour dans la Regia Marina.

## Histoire de service
Construit entre 1912 et 1914 sur une conception dérivée de celle de la classe Indomito, le destroyer a révélé des caractéristiques plutôt décevantes,.
Lorsque l'Italie entre dans la Première Guerre mondiale, le Audace fait partie, avec les destroyers Animoso, Ardente, Ardito et Francesco Nullo, du Ier escadron de destroyers, basé à Brindisi. L'unité est commandée par le capitaine de corvette (capitano di corvetta) Cantù.
Le jour même de la déclaration de guerre, le 24 mai 1915, les Audace, Ardito et Animoso effectuent une mission anti-sous-marine dans le golfe de Drin puis au large de Kotor.
Le 9 juin 1915, avec les destroyers Indomito, Intrepido, Impetuoso, Irrequieto, Insidioso, Animoso, Ardito et le croiseur éclaireur Quarto, il fait partie de l'escorte des croiseurs blindés Garibaldi et Vettor Pisani, participant au bombardement des phares de Capo Rodoni et San Giovanni di Medua.
Le 11 juillet 1915, le Audace, le Animoso, le Ardente et le Ardito escortent le croiseur éclaireur Quarto et débarquent l'avant-garde des troupes destinées à débarquer et à occuper l'île de Palagruža, opération à laquelle participe également le croiseur auxiliaire Città di Palermo, le croiseur éclaireur Marsala, le destroyer Strale et les torpilleurs Clio, Cassiopea, Calliope, Airone, Astore et Arpia participent à l'opération, qui se déroule sans accroc (la seule garnison de l'île est composée de deux signaleurs, qui se cachent puis se rendent).
Le 13 juin 1916, le Audace, sous le commandement du capitaine de frégate (capitano di fregata) Piazza, fournit une escorte et un soutien, avec les destroyers Pilade Bronzetti, Rosolino Pilo et Antonio Mosto, aux vedettes-torpilleurs (Motoscafo Armato Silurante) MAS 5 et 7  qui, remorqués par les torpilleurs 35 PN et 37 PN, attaquent sans succès - en raison du manque d'embarcations d'amarrage - le port de San Giovanni di Medua, aux mains des autrichiens, et se replient sous un feu d'artillerie qui ne cause aucun dommage..
Le 25 juin de la même année, le navire fait partie du groupe de protection éloignée (croiseur éclaireur Marsala, destroyers Insidioso, Impavido et Irrequieto) lors d'une nouvelle attaque des vedettes-torpilleurs MAS 5 et 7, en l'occurrence contre Durrës: le résultat est l'endommagement grave du vapeur Sarajevo (1 111 tonneaux de jauge brute).
Dans la nuit du 29 au 30 août 1916, le Audace, qui escorte le navire à vapeur Brazil de Tarente à Salonique, entre en collision avec ce dernier et coule au large de Cap Colonna, dans la mer Ionienne,.
L'épave du destroyer est retrouvée en 2007, à une profondeur comprise entre 110 et 120 mètres, en état de navigation et avec la proue pointant vers le sud,,.

## Sources
- (it) Cet article est partiellement ou en totalité issu de l’article de Wikipédia en italien intitulé « Audace (cacciatorpediniere 1914) » (voir la liste des auteurs).